# Bolts & Blip
Bolts & Blip (Bolts and Blip) è una serie animata in computer grafica 3D, frutto di una coproduzione tra Canada e Corea del Sud, che è stata trasmessa tra il 2010 ed il 2011 sulla rete televisiva Teletoon. In Italia è inedita.

## Trama
La serie si tiene nell'anno 2080 sulla Luna. I protagonisti sono Bolts e Blip, che per errore si ritrovano membri della squadra nominata "The Thunderbolts", piazzata per ultima nella Lega Lunare. Con l'aiuto dei loro compagni di squadra, Bolts e Blip scoprono di che pasta sono fatti competendo in questi sport intergalattici.

## Episodi
| Stagione       | Episodi | Prima TV USA | Prima TV Italia |
| -------------- | ------- | ------------ | --------------- |
| Prima stagione | 26      | 2010-2011    | Inedito         |

## Personaggi
- Blip, doppiato in originale da Matt Murray. Uno dei due protagonisti. Blip è un robot corto e bianco con occhi blu e una testa rotonda che ha il compito di far rispettare le norme sociali, ma non ha molto successo nel farlo. È il migliore amico e coinquilino di Bolts. È il più maturo del duo. Lui e Bolts sono per sbaglio stati scelti nella peggior squadra della Lega Lunare, chiamata "I Thunderbolts". Ha una cotta per Saedee, che passa gran parte del suo tempo a ignorare le sue manifestazioni d'affetto, anche se a volte ricambia. Nel finale si dichiarerà a lui. Nella serie viene rivelato che lui è il robot segreto del Dottor Tommy e ha dei poteri, che chiama "Super Mode", che lo rendono più alto, più forte, più veloce e capace di volare. Ha un topo robot chiamato Squeaker.
- Bolts, doppiato in originale da Terry McGurrin. L'altro protagonista. Bolts è un robot giallo e alto, anch'esso con occhi blu che è immaturo, impulsivo e si caccia sempre nei guai. È ingenuo ma ha dimostrato alcune volte di mostrare segni di intelligenza. È il burlone della squadra e questo fa impazzire il Coach Gridiron. Anche lui ha poteri come Blip, dove i suoi occhi diventano rossi e ottiene una forza mostruosa. Nella serie è rivelato che è un robot creato da Dottor Blood.
- Saedee, doppiata in originale da Melissa Altro. La capitana dei Thunderbolts. È un modello prototipo, e ciò le causa alcuni malfunzionamenti, come le sue gambe che scalciano involontariamente o che cadono. Blip è cotto di lei, e anche se lei segretamente ha gli stessi sentimenti, cerca di nasconderlo, mostrandosi innamorata di Tigrr Jaxxon.
- Coach Gridiron, doppiato in originale da Patrick Garrow. È il coach della squadra. È irascibile e fa allenare duramente i suoi allievi per farli migliorare e salire di classifica. Nonostante sia duro, certe volte può essere compassionevole. La sua testa ha un'abitudine che fa rilasciare vapore.
- Tigrr Jaxxon, doppiato in originale da Glenn Coulson. È il miglior giocatore della Lega Lunare. Fa parte degli All Stars, che sono ovviamente la squadra migliore della Lega Lunare. È arrogante e orgoglioso, ma non molto sveglio. Nell'episodio "Tigrr by the Tail" è stato rivelato che è sotto sotto un codardo. All'inizio si diceva che era un robot di Dottor Blood, ma la squadra ha investigato un po' e ha scoperto il contrario. Il suo nome fa riferimento a Tiger Jackson.
- Dottor Arthur Blood, doppiato in originale da Colin Fox. È l'antagonista della serie. È uno scienziato malvagio che precedentemente era il collega del Dottor Tommy. È solitamente visto con una sedia volante con le spalle rivolte alla telecamera. Ha creato i Bloodbots, che sono tutti uguali tra loro e sono stati progettati per essere molto violenti.
- D-Gor. Una parodia di Igor. Lo sfortunato servo del Dottor Blood. È deforme e gobbo. Viene usato come capro espiatorio dal Dottor Blood per sfogare la sua rabbia, urlandogli addosso o colpendo la sua testa con il suo pugno.

## Trasmissione
| Stato   | Rete        | Titolo        |
| ------- | ----------- | ------------- |
| Canada  | Teletoon    | Bolts & Blip  |
| Italia  | Nickelodeon | Bolts & Blip  |
| Spagna  | Clan TV     | Bolts & Blip  |
| Francia | Télétoon+   | Bip et Boulon |
| Polonia | teleTOON+   | Bolt i Blip   |